# Cançó de dona
La cançó de dona és un tipus de lírica medieval amb algun tret especial. El que les diferencia de la resta de cançons medievals és que estan dotades de certa feminitat textual. La diferència entre feminitat textual i feminitat genètica és que de la primera se'n desconeix l'autor, mentre que de la segona se sap que va ser una dona italiana o francesa, o una trobairitz.

## Feminitat textual
Així doncs, aquelles cançons amb feminitat textual, que són les que parlen com si l'autor fos una dona, no tenen perquè haver estat escrites necessàriament per dones. Aquesta classificació, la fa el lingüista Pierre Bec (1997). El que destaca de la feminitat textual és que deixa llegir entre línies que qui ho escriu és una dona, ja sigui per com parla a l'estimat o com parla d'ella mateixa. En qualsevol cas van suposar un estil de gran importància a les regions franceses del nord.
Un exemple de cançons medievals amb feminitat textual són les cantigues de amigo galaicoportugueses. En relació amb aquestes, segons Jabob Burckhardt, en les cantigues de amigo es troba una estreta relació entre les dones i la natura. Això, potser, estava vinculat amb la fecunditat. Per l'historiador, aquesta modalitat de cançó podria representar les primeres lamentacions poètiques femenines.
Tanmateix, les cantigues de amigo d'origen galaicoportuguès no van ser les úniques cançons de dona a la península Ibèrica. També van existir, es creu que des del segle i, les cantica gaditanas. Això, ho defensa el medievalista espanyol Ramón Menéndez Pidal.

## Cançó de dona
Les chansons de femme són caracteritzades per estar cantades/escrites en primera persona per una noia -sovint jove- que expressa el que sent a conegudes seves com poden ser amigues, la seva mare, etc. En tractar-se de persones properes a ella, la manera en què ho fa és espontània. Un exemple de cançó de dona és la que hi ha aquí reproduïda, atribuïda a Raimbaut de Vaqueiras:
| « | I Altas undas que venez suz la mar, que fay lo vent çay e lay demenar, de mun amic sabez novas comtar, qui lay passet? No lo vei retonar! Et oy Deu, d'amor! Ad hora· m dona joi et ad hora dolor! II Oy, aura dulza, qui vens dever lai un mun amic dorm e sejorn'e jai, del dolz aleyn un beure m'aporta·y! La bocha obre, per gran decir qu'en ai. Et oy Deu, d'amor! Ad hora·m dona joi et ad hora dolor! III Mal amar fai vassal d'estran pais, car en plor tornan e sos jocs e sos ris. Ja nun cudey mun amic me trays, qu'eu li doney ço que d'amor me quis. Et oy Deu, d'amor! Ad hora· m dona joi et ad hora dolor! | » |

## Subgèneres
Dins d'aquest gènere podem trobar altres subgèneres com:

### Chansons de malmariée
Cançó de “mal casada”. Com indica el seu nom, la dona o noia es queixa pel matrimoni que li ha sigut concertat. És una persona infeliç que necessita expressar el que sent, com de malament viu amb el seu marit i quina relació tan dolenta tenen. Sovint expressen el desig de tenir un amant. De vegades ja existeix, mentre que d'altres la dona el cerca. Això produeix l'aparició del conegut i recurrent triangle amorós. La infidelitat és explicitada en la lírica de diverses llengües, però no en la castellana.
Aquesta infidelitat és causada perquè el matrimoni no ha estat escollit per ella, especialment en les classes altes i l'aristocràcia. Com a conseqüència, l'home amb qui es veu casada no sols es vell sinó que a més no l'estima.

### Lament de la malmonjada
En aquest cas, el nom també indica el tema d'aquesta tipologia lírica. Una noia, monja, es lamenta per la seva decisió per posar-se els hàbits o, en la majoria dels casos, maleeix qui l'ha obligat a ser monja, cridant també a un amant perquè l'alliberi.

### Chanson de toile
"Cançó de tela", tot i que també es pot anomenar chanson d'histoire (cançó d'història). Van ser compostes entre l'any 1200 i el 1250 a la regió d'oïl, a França. Només se n'han trobat al voltant d'unes vint, i totes són anònimes.
“És l'antítesi de la cançó cortesa pel "jo" femení, per la narrativitat, per la concepció senzilla i humana de l'amor; pel to i el lèxic lliure de qualsevol efecte retòric: és una història d'amor possible, breu i tràgica. Cada estrofa és autònoma respecte al conjunt de la cançó. Quant a la forma, té una mètrica específica, dividida en estrofes, cada una amb la mateixa assonància o la mateixa rima. La tornada, refrain, és breu i sobresurt de l'estrofa perquè és més curta que els versos de l'estrofa. Se n'han conservat quatre melodies molt diferents. Algunes semblen difícils d'executar.”
El motiu pel qual s'anomenen cançons de tela és perquè parlen de dones que estan cosint, sovint de la classe alta, ja que broden amb fils de qualitat, com or i seda. També poden ser dones que treballen.

## Conclusió
Es pot comprovar que les cançons de dona són un fet sorprenent en la lírica de l'edat mitjana. En contraposició amb la majoria de lírica que parla de l'amor cortès o de cavalleria, aquest estil suposa una imposició d'una altra visió de la dona, no com a venerada o amada, sinó com a protagonista, una persona que també desitja, pateix, etc. “Aquest amor atorga a la dona el paper de sobirana, i a l'amant, el de vassall”.